# Coupe Rio de football
La Coupe Rio de football (Taça Rio en portugais) est une compétition brésilienne de football opposant les équipes de l'État de Rio de Janeiro. Elle est représente aujourd'hui le deuxième tour du championnat de Rio de football (Campeonato Estadual do Rio de Janeiro ou plus communément appelé Campeonato Carioca).

## Histoire
La Coupe Rio est créée en 1982 comme un équivalent de la Coupe Guanabara. Alors que la Coupe Guanabara couronne le champion du premier tour du championnat de l'État de Rio, la Coupe Rio couronne le vainqueur du deuxième tour de cette même compétition.
La Coupe Rio n'est pas attribuée en 1994 et 1995, en raison d'un changement de format du championnat, quand la Coupe Guanabara est disputée entre les deux meilleures équipes de la première phase du championnat, qui comprenait matchs aller et retour. En 1996, on revient au format précédent de la compétition.
Cette coupe se déroule en fait comme un championnat par matchs opposant les équipes réparties en deux groupes : celles du groupe A sont opposées à celles du groupe B.
En effet, les équipes du championnat de l'État de Rio sont au départ réparties par tirage au sort dans deux groupes (A  et B). Alors que la Coupe Guanabara (1er tour du Championnat de Rio de Janeiro de Football) oppose les équipes au sein du même groupe pour en sortir les deux meilleurs de chaque groupe qui s'affrontent dans le dernier carré pour en définir le vainqueur lors des matchs d'élimination directe, la Coupe Rio organise la confrontation des équipes du groupe A face à celles du groupe B pour en sortir également les deux meilleurs de chaque groupe qui s'affrontent dans le dernier carré pour en définir le vainqueur lors des matchs d'élimination directe.

## Palmarès
| Année | Champion                     | Vice-Champion               |
| ----- | ---------------------------- | --------------------------- |
| 2020  | Fluminense FC                | CR Flamengo                 |
| 2019  | CR Flamengo                  | CR Vasco da Gama            |
| 2018  | Fluminense FC                | Botafogo FR                 |
| 2017  | CR Vasco da Gama             | Botafogo FR                 |
| 2016  | Volta Redonda                | Resende                     |
| 2015  | Madureira EC                 | Bangu                       |
| 2014  | Boavista                     | Friburguense                |
| 2013  | Botafogo FR                  | Fluminense FC               |
| 2012  | Botafogo FR                  | CR Vasco da Gama            |
| 2011  | CR Flamengo                  | CR Vasco da Gama            |
| 2010  | Botafogo FR                  | CR Flamengo                 |
| 2009  | CR Flamengo                  | Botafogo FR                 |
| 2008  | Botafogo FR                  | Fluminense FC               |
| 2007  | Botafogo FR                  | AD Cabofriense              |
| 2006  | Madureira EC                 | América FC (Rio de Janeiro) |
| 2005  | Fluminense FC                | CR Flamengo                 |
| 2004  | CR Vasco da Gama             | Fluminense FC               |
| 2003  | CR Vasco da Gama             | Fluminense FC               |
| 2002  | Americano FC (Campos dos GC) | CR Vasco da Gama            |
| 2001  | CR Vasco da Gama             | CR Flamengo                 |
| 2000  | CR Flamengo                  | CR Vasco da Gama            |
| 1999  | CR Vasco da Gama             | CR Flamengo                 |
| 1998  | CR Vasco da Gama             | Fluminense FC               |
| 1997  | Botafogo FR                  | CR Flamengo                 |
| 1996  | CR Flamengo                  | CR Vasco da Gama            |
| 1995  | -                            | -                           |
| 1994  | -                            | -                           |
| 1993  | CR Vasco da Gama             | CR Flamengo                 |
| 1992  | CR Vasco da Gama             | CR Flamengo                 |
| 1991  | CR Flamengo                  | Botafogo FR                 |
| 1990  | Fluminense FC                | Botafogo FR                 |
| 1989  | Botafogo FR                  | CR Vasco da Gama            |
| 1988  | CR Vasco da Gama             | Fluminense FC               |
| 1987  | Bangu AC                     | CR Vasco da Gama            |
| 1986  | CR Flamengo                  | Fluminense FC               |
| 1985  | CR Flamengo                  | Bangu AC                    |
| 1984  | CR Vasco da Gama             | Fluminense FC               |
| 1983  | CR Flamengo                  | Bangu AC                    |
| 1982  | América FC (Rio de Janeiro)  | Botafogo FR                 |

## Titres par club
| Titres | Club                         |
| ------ | ---------------------------- |
| 10     | CR Vasco da Gama             |
| 9      | CR Flamengo                  |
| 7      | Botafogo FR                  |
| 4      | Fluminense FC                |
| 2      | Madureira EC                 |
| 1      | América FC (Rio de Janeiro)  |
| 1      | Americano FC (Campos dos GC) |
| 1      | Boavista SC                  |
| 1      | Bangu AC                     |
| 1      | Volta Redonda FC             |